# Хосино, Кадзуёси
Кадзуёси Хоси́но (яп. 星野一義 Хосино Кадзуёси, 1 июля 1947 года, Сидзуока, Сидзуока) — японский автогонщик, участник чемпионата мира по автогонкам в классе Формула-1. Пятикратный победитель чемпионата «Формула-Ниппон».

## Биография
В 1962 году дебютировал в мотокроссе, в 1967 году стал чемпионом Японии по мотокроссу, затем был заводским гонщиком команды «Ниссан», в составе которой стал чемпионом Японии по автогонкам в своём классе в 1972 году. В 1974 году дебютировал в гонках формул, на следующий год выиграл японское первенство «Формулы-2000» (будущая «Формула-Ниппон»), повторил этот успех в 1977 и 1978 годах. Дважды участвовал в Гран-при Японии чемпионата мира «Формулы-1» в составе частной команды Heros Racing: в 1976 году не добрался до финиша на арендованном «Тиррелле», а на следующий год финишировал 11-м на японском автомобиле «Кодзима». В 1978 году дважды появился на этапах европейского первенства «Формулы-2» за рулём автомобиля той же команды Heros Racing, оба раза не добрался до финиша.
В 1987 году выиграл очередной чемпионский титул в японской «Формуле-2000», преобразованной в Формулу-3000, после чего переключился на гонки туринговых автомобилей и спорткаров. В 1990-91 годах дважды выигрывал чемпионат Японии в туринге и спорткарах в экипаже с Тосио Судзуки, в 1992 году победил в гонке 24 часа Дайтоны с тем же Судзуки и Масахиро Хасэми, на следующий год завоевал пятый чемпионский титул в японской «Формуле-3000» и стал вице-чемпионом Японии по автогонкам в классе «Туринг». В 1997 году завоевал третье место в гонке «24 часа Ле-Мана» на автомобиле «Ниссан R390 GT1» в экипаже с Эриком Кома и Масакихо Кагеямой. В 2002 году закончил гоночную карьеру и сосредоточился на управлении гоночной командой «Формулы-Ниппон» «Тим Импул» (Team Impul), которая под его руководством в 2003-2008 годах шесть раз подряд выиграла чемпионат «Формулы-Ниппон».

## Результаты гонок в Формуле-1
| Легенда к таблице |                                                                    |
| --- | ------------------------------------------------------------------ |
| В таблице перечислены результаты всех Гран-при Формулы-1, в которых принимал участие гонщик. Строками таблицы являются сезоны, столбцами — этапы чемпионата мира. В каждой клетке указаны сокращённое название этапа и результат, дополнительно обозначенный цветом. Расшифровка обозначений и цветов представлена в нижеследующей таблице. |                                                                    |
| \| Пример \| Описание \| \| ------------ \| ------------------------------------------------------------------ \| \| 1 \| Победитель \| \| 2 \| Второе место \| \| 3 \| Третье место \| \| 5 \| Финишировал, заработав очки \| \| Сход \| Не финишировал, но при этом заработал очки \| \| 12 \| Финишировал, не получив очков \| \| НКЛ \| Финишировал, но не попал в финальную классификацию \| \| 15 \| Участвовал вне зачёта, либо по отдельной классификации \| \| 18 \| Не финишировал, но попал в финальную классификацию \| \| Сход \| Не финишировал \| \| НКВ \| Не прошёл квалификацию \| \| НПКВ \| Не прошёл предквалификацию \| \| ДСК \| Дисквалифицирован \| \| ИСК \| Исключён из протокола соревнований \| \| ТТ \| Заявлен для участия только в тренировках \| \| НС \| Участвовал в квалификации, но не стартовал в гонке \| \| Т \| Травмирован или болен \| \| ОТК \| Отказ от участия \| \| НТР \| Прибыл на соревнования, но на трассу не выезжал \| \| НПР \| Был заявлен в числе участников, но не прибыл к началу соревнований \| \| О \| Соревнования отменены \| \| \| Не участвовал \| \| Поул-позиция \| \| \| Быстрый круг \| \| |                                                                    |
| Пример | Описание                                                           |
| 1 | Победитель                                                         |
| 2 | Второе место                                                       |
| 3 | Третье место                                                       |
| 5 | Финишировал, заработав очки                                        |
| Сход | Не финишировал, но при этом заработал очки                         |
| 12 | Финишировал, не получив очков                                      |
| НКЛ | Финишировал, но не попал в финальную классификацию                 |
| 15 | Участвовал вне зачёта, либо по отдельной классификации             |
| 18 | Не финишировал, но попал в финальную классификацию                 |
| Сход | Не финишировал                                                     |
| НКВ | Не прошёл квалификацию                                             |
| НПКВ | Не прошёл предквалификацию                                         |
| ДСК | Дисквалифицирован                                                  |
| ИСК | Исключён из протокола соревнований                                 |
| ТТ | Заявлен для участия только в тренировках                           |
| НС | Участвовал в квалификации, но не стартовал в гонке                 |
| Т | Травмирован или болен                                              |
| ОТК | Отказ от участия                                                   |
| НТР | Прибыл на соревнования, но на трассу не выезжал                    |
| НПР | Был заявлен в числе участников, но не прибыл к началу соревнований |
| О | Соревнования отменены                                              |
| | Не участвовал                                                      |
| Поул-позиция |                                                                    |
| Быстрый круг |                                                                    |

| Год  | Команда      | Шасси        | Двигатель | 1   | 2   | 3   | 4   | 5   | 6   | 7   | 8   | 9   | 10  | 11  | 12  | 13  | 14  | 15  | 16       | 17     | Место | Очки |
| ---- | ------------ | ------------ | --------- | --- | --- | --- | --- | --- | --- | --- | --- | --- | --- | --- | --- | --- | --- | --- | -------- | ------ | ----- | ---- |
| 1976 | Heros Racing | Tyrrell 007  | Cosworth  | БРА | ЮАР | СШЗ | ИСП | БЕЛ | МОН | ШВЕ | ФРА | ВЕЛ | ГЕР | АВТ | НИД | ИТА | КАН | США | ЯПО Сход |        | -     | 0    |
| 1977 | Heros Racing | Kojima KE009 | Cosworth  | АРГ | БРА | ЮАР | СШЗ | ИСП | МОН | БЕЛ | ШВЕ | ФРА | ВЕЛ | ГЕР | АВТ | НИД | ИТА | США | КАН      | ЯПО 11 | -     | 0    |